# Martin-pêcheur malgache
Corythornis madagascariensis
Espèce
Statut de conservation UICN

 LC  : Préoccupation mineure
Synonymes
- Ceyx madagascariensis
- Ispidina madagascariensis

Le Martin-pêcheur malgache (Corythornis madagascariensis) est une espèce d'oiseau de la famille des Alcedinidae.

## Taxinomie
Cette espèce a un temps été placée dans le genre Ispidina. Elle a été déplacée dans le nouveau genre Corythornis à la suite des travaux phylogéniques de Moyle et al. en 2007.

## Sous-espèces

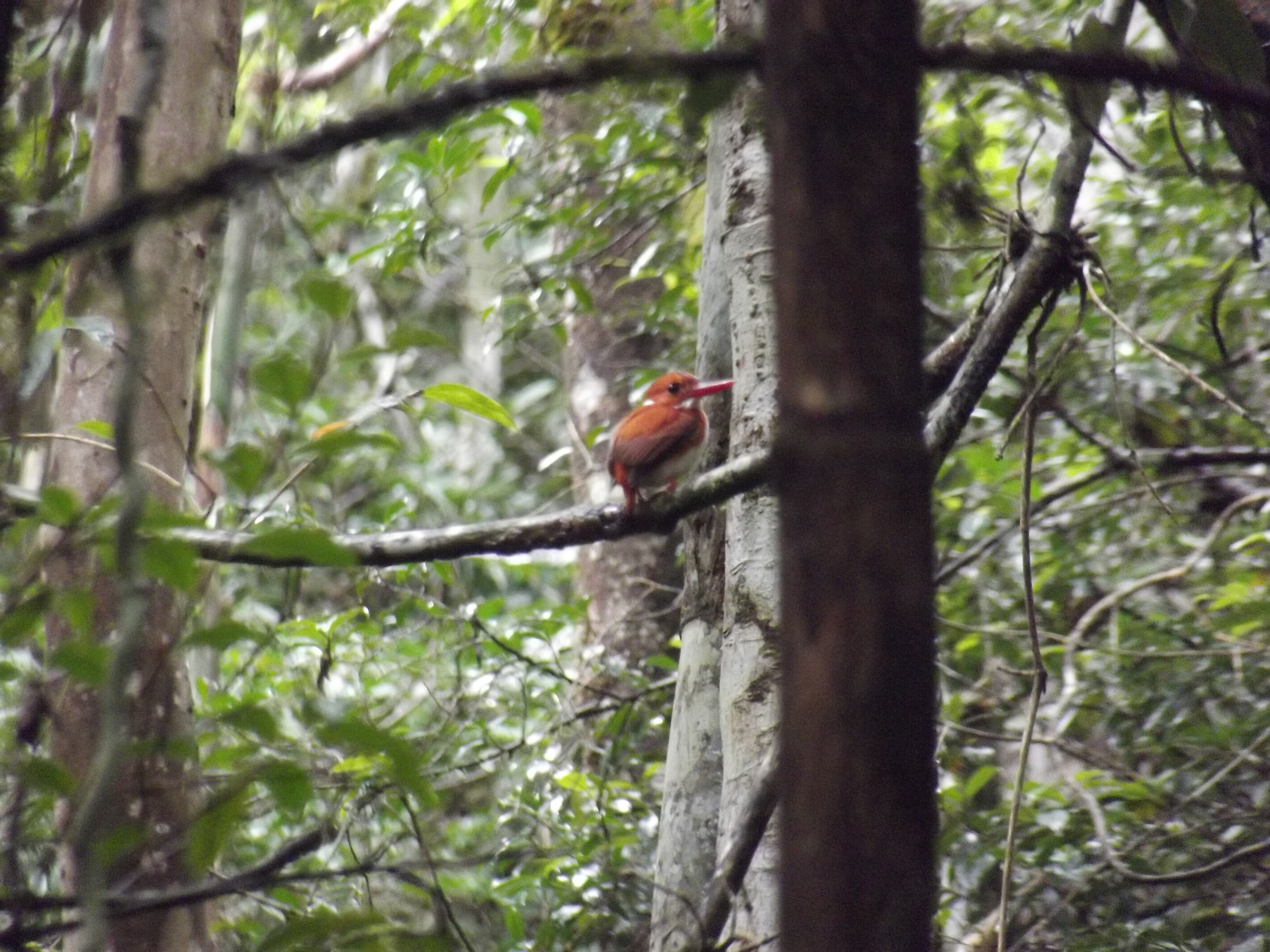
..au parc national d'Andasibe-Mantadia

D'après Alan P. Peterson (qui conserve l'espèce dans le genre Ispidina), il existe deux sous-espèces :
- Ispidina madagascariensis diluta Benson, 1974 ;
- Ispidina madagascariensis madagascariensis (Linnaeus, 1766).